# José Ordóñez Jr.
José Bernardo Ordóñez López (Bogotá, 28 de febrero de 1968) es un humorista, pastor y comediante colombiano.

## Biografía
Su talento para la comedia se dejó ver desde muy pequeño, cuando imitaba las voces de sus profesores en el colegio; estuvo a punto de ser expulsado de no ser por sus participaciones en actos culturales de la escuela en su ciudad. Ordóñez heredó ese talento de su padre, un humilde latonero que con relativa frecuencia participaba como amateur en la sección Los Cuenta chistes del programa Sábados felices de Caracol TV. 
Inicialmente, estuvo en las radioemisoras de Bucaramanga: Radio del comercio, Radio Melodía, Radio Primavera haciendo sus primeros "pinitos" en programas que él mismo inventó como "Los Chiflamicas" y carcajadas Melodía. En 1988, ganó el concurso nacional de cuenta chistes de Sábados felices. En el año 1989 se casa con su actual y única esposa Yasmith Sanabria e incursiona en las radios locales de Santander como: voz comercial, lector de noticias y narrador de fútbol en los partidos de su "equipo del alma" Atlético Bucaramanga. En 1992, regresa a Bogotá para trabajar como libretista de Papuchis en RadioActiva de Caracol e ingresa como creativo de "No me lo cambie" (allí creó su personaje: Contéstele a Hermenegildo), Gente corrida de DFL televisión y finalmente en el año 1993 establece su primer marca mundial de chistes de 24 horas seguidas el 28 de diciembre. Esto motivó la invitación para viajar a Uruguay donde estableció su segunda marca mundial de chistes a 26 horas a través de la emisora local CX 18 Radio Libertad Sport. Pero el evento más importante de su carrera que a la postre lo llevaría a ser reconocido como uno de los mejores humoristas de la historia de los medios colombianos fue su tercer récord mundial de 36 horas de chistes establecido el 28 de diciembre de 1994 en RadioActiva de Caracol. Colombia entera se volvió una sola radio pues por las calles y avenidas de todas las ciudades solo se escuchaban las jocosas historias que convirtieron este evento en el más escuchado en toda la historia de la radiodifusión colombiana.
En 1995 Teleset S.A lo invita a que haga en sociedad un programa de humor al que decidieron, junto con José Antonio Debrigard, llamarlo Ordóñese de la Risa. Allí creó y desarrolló sus famosos personajes: Benito, PabloRemalas, Olinto Manjarrez, Gomelina, GayoTapao, Mesmer y Noraima (los Santandereanos), Bemúdez, Wendy Vanessa y Celio que durante sus 186 capítulos (3 años y medio) en el horario Prime de los sábados en la noche hacía delirar de risa a las familias colombianas e inclusive, doblando en índice de audiencia a su competencia Sábados Felices.
En 1997 su vida disipada en medio de la farándula hace que su esposa se separe de él y es entonces cuando decide convertirse al protestantismo y comienza su vida como líder religioso en la sociedad. Desde entonces usa su humor como herramienta de construcción social al lado de su esposa (a quien finalmente recuperó) y quien además es graduada como consejera familiar en The Master's University USA.
El 6 de diciembre de 2004 batió un nuevo récord mundial contando chistes en Bogotá al completar 65 h seguidas, entre las 16 del viernes 3 de diciembre de 2004 y las 9 del lunes 6 de diciembre. En diciembre de 2005 la organización Orquídea USA lo declaró el mejor humorista latinoamericano de la actualidad.
En 2006 continúa recorriendo las principales calles de las ciudades de Colombia contando chistes durante 30 horas en un evento de carácter caritativo en beneficio de los refugiados colombianos del conflicto armado. En ese mismo año, presenta el programa, Ordóñese otra vez (como continuación de Ordóñese de la Risa). A finales del 2008 José Ordóñez se radicó en Miami donde trabajó en la estación radial 90.9 F.M., del grupo Génesis en la cual, transmitió su octavo récord mundial de chistes realizado entre 9 al 12 de julio de 2009 cuando entonces duró 72 horas contando chistes a beneficio de la fundación M.A.S Misericordia Amor y Servicio. También es considerado como el hincha oficial del equipo de fútbol de su ciudad natal fútbol Atlético Bucaramanga.
Sus últimos dos récords mundiales se llevaron a cabo en Madrid España (80 horas) y Bogotá Colombia (86 horas) en diciembre de 2014.
Actualmente (año 2020) José y su esposa han regresado a Colombia para retomar su proyecto Ordóñese Otra Vez que incluye su contenido de comedia junto con la realización de parques temáticos de diversión y consolidación familiar.

## Libros publicados
- 36 Horas de Chistes
- El Guinness Records del humor
- Benito pregunta de... argentinos, pastusos y gallegos...
- Eráse una vez José Ordoñez y las caricaturas
- Primer libro de José Ordóñez a los aburridos

## CD y DVD lanzados al mercado
- "Emparejados" (DVD)
- "Yo no pedí nacer" (DVD)
- "Benito, niño bendecido" (CD)
- "Emparejados 2.a Parte"

## Récords mundiales
- 24 horas: 28 de diciembre de 1993 Colombia
- 26 horas: 18 de mayo de 1994 Montevideo-Uruguay
- 36 horas: 28 de diciembre de 1994 Colombia
- 50 horas: 31 de octubre de 1996 Colombia Por los niños de la Fundación Cedavida
- 60 horas: 21 de marzo de 1997 Guayaquil - Ecuador Por los niños de la fundación del padre Antonio Amador (se construyó un albergue para 65 niños)
- 62 horas: 28 de diciembre de 1999 Colombia Por la fundación Alejandrito Corazón (se operaron del corazón una docena de niños)
- 65 horas: 5 de diciembre de 2004 Colombia
- 72 horas: 12 de julio de 2009 Miami -Estados Unidos Por los niños de la fundación MAS
- 80 horas: 25 de mayo de 2012 Madrid -España Por los niños de la Fundación MAS
- 86 horas: 8 de diciembre de 2014 Bogotá - Colombia. Por los niños de la fundación Colombianitos.

La Suma de las hazañas humorísticas (1.723 horas en total) comprende
- 561 horas en 10 récords mundiales de chistes.
- 390 horas en maratónicas en 2005 15 fundaciones recibieron donaciones en maratónica de humor.
- 390 horas en maratónicas en 2006 Por diferentes fundaciones que ayudan a niños (más de 50 000 dólares recolectados).
- 30 horas en maratónica San José Costa Rica por lo enfermos de cáncer de la clínica del dolor.
- 30 horas en maratónica Sídney Australia Por los niños de la fundación MAS
- 30 horas en maratónica Valledupar por los niños de la Guajira
- 30 horas en maratónica Cúcuta noviembre 2014 por las familias desplazadas de la frontera.
- 30 horas en maratónica de chistes desde Guayaquil por los damnificados del terremoto de Manabí. Julio 2016
- 30 horas en maratonica de chistes desde Bucaramanga por los 30 años de trayectoria. Marzo 2017
- 32 horas maratónica de chistes Cali recolectando donaciones por el banco de alimentos de la arquidiócesis de Cali. Octubre 22 - 25 2018.
- 32 horas maratónica de chistes Bucaramanga por la fundación Bucaramanga solidaria. Noviembre 12 - 15 2018.
- 32 horas maratónica de chistes Medellín Por el banco de alimentos de Antioquia, 2-6 de diciembre de 2018.
- 106 horas de chistes en etapa de confinamiento y cuarentena por Coronavirus, marzo-abril de 2020. a beneficio de la fundación Save the Children Colombia.[8]

Total de horas de chistes contadas: 1.723

## Premios recibidos
- 1988 Campeón nacional de humoristas programa Sábados felices. Caracol Televisión. Colombia.
- 1997 Premio síntesis internacional. Guayaquil Ecuador. Exponente en humor.
- 2005 Premio mejor humorista latinoamericano Organización Orquídea internacional. Miami USA.
- 2009 Premio “Colombiano deja huella” Organización Colombia es pasión. Ministerio de relaciones exteriores.

## Condecoraciones
- 2005 Ciudadano Ilustre de San José de Cúcuta.
- 2005 Ciudadano ilustre de San Juan de Girón.
- 2006 Ciudadano ilustre de Santafe de Bogotá con la orden José Acevedo Gómez otorgada por el Concejo de Bogotá.
- 2006 Ciudadano ilustre de Los Caballeros de San Juan del Pie de la cuesta. Piedecuesta.
- 2007 Recibe las llaves de la ciudad de Mérida (Venezuela).
- 2009 Recibe las llaves de la ciudad West Miami USA.
- 2011 Proclama pública Ciudad de Miami.
- 2012 Diploma de honor Congreso de La república del Perú.
- 2012 Orden "Luis Carlos Galán Sarmiento" por parte de la Asamblea de Santander (Col)
- 2015 Mención de honor Alcaldía Cochabamba Bolivia. El humor como construcción social.
- 2016 Condecoración del senado de la república de Colombia por usar el humor como herramienta de construcción social.
- 2017 Condecoración Ciudadano ilustre Alcaldía de Piedecuesta Santander.
- 2017 Gran orden Andrés Páez de Soto Mayor Consejo de Bucaramanga.